# Hyun Woo
Kim Hyun-woo (Hangul: 김현우, Hanja: 金顯祐, RR: Gim Hyeon-u) más conocido como Hyun Woo (Hangul: 현우, Hanja: 顯祐, RR: Hyeon-u), es un actor y cantante surcoreano.

## Biografía
Estudió en el Instituto de las Artes de Seúl (en inglés: "Seoul Institute of the Arts").
A principios de septiembre del 2018 se anunció que estaba saliendo con la actriz Pyo Ye-jin desde junio del mismo año, sin embargo en noviembre del 2019 se anunció que la relación había terminado.

## Carrera
Es miembro de la agencia "Glorious Entertainment".
En 2009 formó el grupo proyecto "24/7" junto a Lee Jang-woo y No Min-woo, el grupo lanzó el sencillo 24 Hours a Day, 7 Days a Week, sin embargo más tarde se separaron.
En el 2010 se unió al elenco recurrente de la serie Pasta, donde interpretó a Lee Ji Hoon, un cocinero entrenado en comida italiana.
Ese mismo año se unió al elenco de la serie My Country Calls (también conocida como "Secret Agent Miss Oh") donde dio vida al agente Na Joon-Min, .
En el 2011 se unió al elenco de la serie Deep Rooted Tree donde interpretó a Seong Sam-mun, un erudito oficial de Joseon que se hizo famoso en la corte del rey Sejong el Grande.
En mayo del 2013 se unió al elenco recurrente de la serie Ugly Alert donde dio vida a Kang Chul-soo.
Ese mismo año se unió a la película de terror Killer Toon donde dio vida al detective Kim Young-soo, el compañero de Kang Ki-joon (Lee Si-young) que investiga los casos que llegan a él con mucho cuidado.
En el 2014 apareció en la serie Gap-dong donde interpretó a Cha Do-hyeok de joven. Papel interpretado por el actor Jung In-gi de adulto.
El 9 de junio del mismo año se unió al elenco principal de la serie My Dear Cat donde interpretó a Yeom Chi-woong, un estudiante de derecho y fotógrafo a tiempo parcial, hasta el final de la serie el 21 de noviembre del mismo año.
En el 2015 se unió al elenco recurrente de la serie Songgot: The Piercer (también conocida como "Awl") donde interpretó a Joo Gang-min, un miembro del departamento de producción del Supermercado Fourmis.
El 28 de marzo del 2016 se unió al elenco de la serie The Royal Gambler (también conocida como "Jackpot") donde dio vida Yoon, quien luego se convierte en el rey Gyeongjong de Joseon, hasta el final de la serie el 14 de junio del mismo año.
El 27 de agosto del mismo año se unió al elenco principal de la serie Laurel Tree Tailors (también conocida como "The Gentlemen of Wolgyesu Tailor Shop") donde interpretó a Kang Tae-yang, hasta el final de la serie el 26 de febrero del 2017.
El 21 de octubre del 2017 se unió al elenco principal de la serie Bravo My Life donde dio vida a Kim Bum-woo, un hombre con trastorno de pánico, hasta el final de la serie el 3 de febrero del 2018.
El 25 de julio de 2018 se unió al elenco principal de la serie Witch's Love donde interpretó a Ma Sung-tae, un hombre rico y experto en artes marciales con un trauma de la infancia que termina enamorándose de la bruja Kang Cho-hong (Yoon So-hee), hasta el final de la serie el 30 de agosto del mismo año.
El 4 de diciembre del 2019 se unió como personaje especial en la serie Woman of 9.9 Billion, donde dio vida a Kang Tae-hyun, el hermano de Kang Tae-woo (Kim Kang-woo), hasta el final de la serie en enero del 2020.
En diciembre del mismo año 2020 se unió al elenco principal de la serie Breakup Probation, A Week donde interpreta a Kim Seon-jae, un joven que da su vida por Park Ga-ram (Kwon Yu-ri) la mujer que ama, quien a su vez viaja al pasado para salvarlo.
El 14 de abril de 2021 se unió al elenco principal de la serie Facultad de derecho, donde dará vida a Yoo Seung-jae.

## Filmografía

### Series de televisión
| Año              | Título                                           | Personaje                | Notas                                              |
| ---------------- | ------------------------------------------------ | ------------------------ | -------------------------------------------------- |
| 2023             | La pensión romántica secreta                     | Lee Chang                | [ 14 ]                                             |
| 2021             | Facultad de derecho                              | Yoo Seung-jae            |                                                    |
| 2020             | Breakup Probation, A Week                        | Kim Seon-jae             | (minidrama)                                        |
| 2019 - 2020      | Woman of 9.9 Billion                             | Kang Tae-hyun            | (aparición especial)                               |
| 2019             | The Light in Your Eyes                           | Kwon Jang-ho             | 2 episodios                                        |
| 2018             | Witch's Love                                     | Ma Sung-tae              | 12 episodios                                       |
| 2017 - 2018      | Bravo My Life                                    | Kim Bum-woo              | 56 episodios                                       |
| 2017             | Radiant Office                                   | -                        | ep. #9 - (cameo)                                   |
| 2017             | People You May Know                              | -                        |                                                    |
| 2016 - 2017      | Laurel Tree Tailors                              | Kang Tae-yang            | 54 episodios                                       |
| 2016             | The Royal Gambler                                | Rey Gyeongjong de Joseon | 24 episodios                                       |
| 2005, 2006, 2016 | Doraemon                                         | Nobita                   | 5 episodios                                        |
| 2015             | Yumi's Room                                      | Oh Ji-ram                |                                                    |
| 2015             | Sweet Temptation                                 | Han-woo                  | 2 episodios (ep. "When You Are in Love, it Rains") |
| 2015             | Songgot: The Piercer                             | Joo Gang-min             | 12 episodios                                       |
| 2014             | My Dear Cat                                      | Yeom Chi-woong           | 119 episodios                                      |
| 2014             | Gap-dong                                         | Cha Do-hyeok (de joven)  | 9 episodios                                        |
| 2014             | Drama Special "The Taste of Curry"               | Kyung-pyo                | 1 episodio                                         |
| 2013             | Ugly Alert                                       | Kang Chul-soo            | 133 episodios                                      |
| 2013             | The Virus                                        | Kim In-chul              | 3 episodios                                        |
| 2011             | I Live in Cheongdam-dong (Living Among the Rich) | Hyun-woo                 | 170 episodios                                      |
| 2011             | Deep Rooted Tree                                 | Seong Sam-mun            | 24 episodios                                       |
| 2011             | Drama Special - "Hair Show"                      | Yoon Ho-yeol             |                                                    |
| 2010             | MBC Best Theater - "We Teach Love"               | Oh Ji-hoon               |                                                    |
| 2010             | Treasure Hunter                                  | -                        |                                                    |
| 2010             | My Country Calls                                 | Na Joon-Min              | 16 episodios                                       |
| 2010             | Pasta                                            | Lee Ji Hoon              | 20 episodios                                       |
| 2009             | Dream                                            | Narciso                  |                                                    |
| 2009             | Tae-hee, Hye-kyo, Ji-hyun                        | Kim Hyun-woo             |                                                    |

### Películas
| Año  | Título                                 | Personaje          | Notas                                                                 |
| ---- | -------------------------------------- | ------------------ | --------------------------------------------------------------------- |
| 2018 | Detective K: Secret of the Living Dead | Príncipe Heredero  | junto a Kim Myung-min, Oh Dal-su, Kim Ji-won y Kim Bum                |
| 2017 | You With Me                            | Jayson             | junto a Devon Seron y Jin Ju-Hyeong                                   |
| 2015 | Detective K: Secret of Lost Island     | Vampiro            | junto a Kim Myung-min y Oh Dal-su - (cameo)                           |
| 2013 | Killer Toon                            | Det. Kim Young-soo | junto a Lee Si-young, Um Ki-joon, Moon Ga-young y Kwon Hae-hyo        |
| 2008 | A Frozen Flower                        | Guardia del Rey    | junto a Jo in-sung, Joo Jin-mo, Song Ji-hyo, Shim Ji-ho y Lim Ju-hwan |

### Programas de televisión
| Año  | Programa                                  | Notas                                                           |
| ---- | ----------------------------------------- | --------------------------------------------------------------- |
| 2019 | Law of the Jungle in Lost Jungle & Island | (ep. #363-367) - miembro                                        |
| 2017 | Let's Eat Dinner Together                 | (ep. #1.22) - invitado                                          |
| 2015 | King of Mask Singer                       | 2 episodios (ep. #3-4) - concursó como "Through the Hidden Web" |
| 2015 | Match Made in Heaven                      |                                                                 |
| 2015 | Running Man                               | (ep. #272) - invitado                                           |
| 2015 | Chicken Surfing                           |                                                                 |
| 2014 | The Human Condition - Season 2            | miembro                                                         |
| 2013 | Tokimeki Kandora                          |                                                                 |
| 2012 | The Duet                                  |                                                                 |
| 2010 | Honey Pot                                 |                                                                 |

### Presentador
| Año         | Programa                  | Notas                               |
| ----------- | ------------------------- | ----------------------------------- |
| 2017        | Saturday Night Live Korea | (ep. #184)                          |
| 2017        | Singing Battle            | 8 episodios - (ep. #22-29)          |
| 2010 - 2011 | Music Bank                | (ep. #582-628) - junto a Kim Min-ji |

### Aparición en videos musicales
| Año  | Grupo / Artista | Canción                            | Notas |
| ---- | --------------- | ---------------------------------- | ----- |
| 2015 | Fly to the Sky  | "If I Have To Hate You"            |       |
| 2015 | Fly to the Sky  | "It Happens To Be That Way"        |       |
| 2014 | 100% V          | "Missing You"                      |       |
| 2012 | Oh Jung Rim     | "Remember I Love You" (記得我愛你) |       |
| 2010 | A-ble           | "Dead Love"                        |       |

### Teatro
| Año         | Obra                   | Personaje      | Notas     |
| ----------- | ---------------------- | -------------- | --------- |
| 2014        | Cafe In                | Kang Ji-min    | (musical) |
| 2010 - 2011 | Really Really Like You | Kang Jin-young | (musical) |

## Discografía

### Singles
| Año  | Canción     | Álbum                           | Notas |
| ---- | ----------- | ------------------------------- | ----- |
| 2010 | Ring (반지) | Tema para "Call of the Country" |       |

### 24/7
| Título                        | Información del álbum                                           | Lista de canciones                                                                                                   |
| ----------------------------- | --------------------------------------------------------------- | --- |
| 24 Hours a Day, 7 Days a Week | Single Estreno: 26 de febrero de 2009 Label: LOEN Entertainment | 1. 그녀석의 여자 ("That Guy's Girl") 2. 그녀석의 여자 (versión: rock) 3. 그녀석의 여자 (versión: balada electrónica) |

## Premios y nominaciones
| Año  | Categoría                          | Premio               | Series              | Resultado |
| ---- | ---------------------------------- | -------------------- | ------------------- | --------- |
| 2016 | Best Couple (junto a Lee Se-young) | 30th KBS Drama Award | Laurel Tree Tailors | Ganaron   |
| 2014 | Best Actor                         | KBS Drama Award      | My Dear Cat         | Nominado  |